# Szászcsanád község
Szászcsanád község (románul: Comuna Cenade) község Fehér megyében, Romániában. Központja Szászcsanád, beosztott falvai Gorgan, Hegyitanyák.

## Népessége
A 2011-es népszámlálás adatai alapján a község népessége 943 fő volt.